# أرنو دي باسكوال
أرنو دي باسكوال (بالفرنسية: Arnaud Di Pasquale) مواليد 11 فبراير 1979 في الدار البيضاء، هو لاعب كرة مضرب فرنسي سابق بدأ مسيرته كمحترف سنة 1998 وكان يلعب باليد اليمنى، اعتزل اللعب في 2007. أعلى تصنيف له في الفردي كان المركز الـ 39 في سنة 2000. سبق أن شارك في دورة الألعاب الأولمبية الصيفية وفاز بميدالية أولمبية.

## النهائيات

### الفردي: 1
| الحصيلة | السنة | البطولة                   | الأرضية | المنافس     | النتيجة                 |
| ------- | ----- | ------------------------- | ------- | ----------- | ----------------------- |
| برونزية | 2000  | الألعاب الأولمبية الصيفية | صلبة    | روجر فيدرير | 7–6(7–5), 6–7(7–9), 6–3 |

## وصلات خارجية
- أرنو دي باسكوال على موقع رابطة محترفي التنس (الإنجليزية)
- أرنو دي باسكوال على موقع الاتحاد الدولي لكرة المضرب (الإنجليزية)
- أرنو دي باسكوال على موقع خلاصة التنس.كوم (الإنجليزية)
- أرنو دي باسكوال على موقع أوليمبيديا (الإنجليزية)